# تصلب غلاف الصخور الخارجي

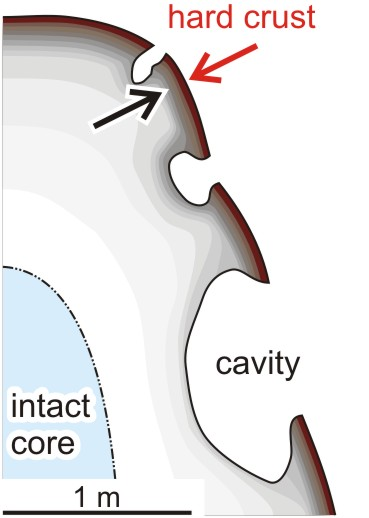

تصلب الغلاف الخارجي هو إحدى ظواهر التجوية التي يتعرض فيها سطح الصخرة للتيبس. وتغلب ملاحظته في: الصخور الفلسية القاعدية، مثل النيفلين سيانيت، والفونوليت، والتراكيت؛ والصخور النارية الرسوبية، مثل رواسب دفق الفتات البركاني، ورواسب اندفاع الهواء الدقيقة ورواسب ملء التهوية؛ والصخور الرسوبية، مثل الحجر الرملي والحجر الطيني.

## عملية التجوية
تعمل التجوية الكيميائية على تغيير المكونات المعدنية في سطح الصخرة. ويؤدي تحلل المعادن القاتمة والباهتة إلى إنتاج الأيونات والجسيمات الغروانية لكل من الحديد والماغنيسيوم والكالسيوم والكبريت. كما يؤدي التغيير في أملاح الفلدسبار المعدنية وأشباه الفلدسبار إلى إنتاج غروانيات السيليكا. ويتم نقل هذه المعادن وتوصيلها بواسطة المياه السطحية. وتكون المواد المتبقية عالية في محتواها من السيليكا والألومونيوم. ويمكن أن يكون لها صلابة ميكانيكية معينة ناتجة عما بها من المعادن، لكن دون التحام. وبالتالي، يحدث التحلل للصخرة ليتكون بذلك سطحها.
في حالات معينة، يكتسب السطح المُعرَّض للتجوية درجة صلابة ميكانيكية أعلى من باطن الصخرة. فالمواد التي وصلت إلى السطح وذابت فيه تتخلله عند تعرضه للتجوية، وتُثبّت المواد المتبقية الغنية بالسيليكا والألومونيوم. ويُسمَى تيبس السطح الناتج عن هذه العملية بتصلب الغلاف الخارجي. وضعف الجزء الباطني من الصخرة مقارنةً بتصلب السطح يُسمَى تلين القلب.

## الحدوث الطبيعي
تحدث هذه الظاهرة في أنواع الصخور المختلفة، وتكثر ملاحظتها في الصخور المسامية، مثل الحجر الرملي، والكوارتزيت، والرماد البركاني. ويُلاحَظ بوضوح التأثير المُثبِّت للسيليكا في الحجر الرملي والكوارتزيت. تُلاحظ، أيضًا، ظاهرة مشابهة في الصخور القاعدية الفلسية، مثل النيفلين سيانيت، والسيانيت القاعدي، والفونوليت، والتراكيت، بسبب الضعف الناتج عن التجوية في الفلدسبار القاعدي وفلدسبار النيفلين. ويتسم تصلب الغلاف الخارجي لفتات التراكيت بالبرشيا البركانية بنسيج مميز.
وقد لاحظت المركبة الفضائية «سبيريت» - التي صُمِمت لإجراء الاستكشافات العلمية على سطح المريخ - وجود ظاهرة تصلب الغلاف الخارجي بالصخور الموجودة في فوهة جوسيف الصدمية بكوكب المريخ. ويرجع السبب في هذه الظاهرة إلى التجوية الناتجة عن المياه السطحية، الأمر الذي يُعَد دليلاً على أن كوكب المريخ قد احتوى على الماء في الماضي البعيد.

## تفكك المعادن
في حالة تصلب الصخور الفلسية القاعدية، تؤثر التجوية على معادن معينة بسطح الصخرة. فالنيفلين سريع التأثر بالتجوية، ويتحول إلى النتروليت والكانكرينيت. وتظهر المعادن الناتجة عن تحول النيفلين على السطح الخارجي للنيفلين سيانيت، أو الفونوليت، أو نيس النيفلين سيانيت باللون الأبيض ومن خلفها الجزء الداكن للصخرة الذي تعرض للتجوية. وبعد نزح نواتج تحول النيفلين، تتكون حفر صغيرة في الصخرة.
تحدث ظاهرة مشابهة لذلك، أيضًا، في التحول الانتقائي للفلدسبار القاعدي. فهذا المعدن أكثر مقاومة للنيفلين. لكن الماء يتخلل الأسطح ذات الشقوق، وتصل التجوية بسهولة إلى قلب المعدن. ونتيجة لهذه الظاهرة، يحدث التحلل المادي للفلدسبار القاعدي. والإزالة الانتقائية للفلدسبار القاعدي وفلدسبار النيفلين تُسمَى تفكك المعادن. وعند تطور هذه الظاهرة بشكل كبير، تصير بنية سطح الصخر المتحول شبيهة بالنسيج الإسفنجي، وهو ما يُعرَف باسم التركيب شبه الإسفنجي.